# ベン・ハマー
ベンジャミン・ジョン・”ベン”・ハマー（Benjamin John "Ben" Hamer、1987年11月20日 - ）は、イングランド・サマセット・チャード出身のプロサッカー選手。ワトフォードFC所属。ポジションは、ゴールキーパー。

## 経歴

### 初期
レディングFCの下部組織を経て、2006-07シーズンにトップチームに昇格した。しかし出場機会は無く、下位リーグへのレンタル移籍を繰り返した。
2011年8月、チャールトン・アスレティックFCに3年契約で完全移籍。

### レスター
2014年5月22日、自身のソーシャルメディアでレスターへの移籍を発表した。正ゴールキーパーのカスパー・シュマイケルが代表戦で負傷したため、9月13日のプレミアリーグ・ストーク・シティFC戦に出場。プレミアリーグデビューを果たした。
2015年7月25日、フットボールリーグ・チャンピオンシップのノッティンガム・フォレストFCに1年間の契約でレンタル移籍。しかしノッティンガムの財政上の理由で8月4日にレスターに復帰した。
2015年8月11日、チャンピオンシップのブリストル・シティFCに1年間の契約でレンタル移籍。しかし11月17日にレスターに復帰した。

### ハダースフィールド
2018年6月1日、ハダースフィールド・タウンにフリー移籍で加入し、3年契約を締結したことが発表された。

### スウォンジー
2021年1月15日、スウォンジー・シティAFCに移籍した。

### ワトフォード
2022年7月19日、ワトフォードFCに2年契約で移籍した。

## タイトル

### クラブ
ブレントフォード
- フットボールリーグ2: 2008–09

チャールトン・アスレティック
- フットボールリーグ1: 2011–12

### 個人
- フットボーリルーグ1ベスト11: 2011-12